# Stora Kärrs bokskog
Stora Kärrs bokskog är ett naturreservat i Habo kommun i Jönköpings län.
Området avsattes som reservat enligt länsstyrelsens beslut 1946 men utvidgades 1973. Det omfattar 3,5 hektar och är beläget strax öster om Habo tätort. Där finns en mäktig bokskog som ligger norr om bokens naturliga nordgräns.

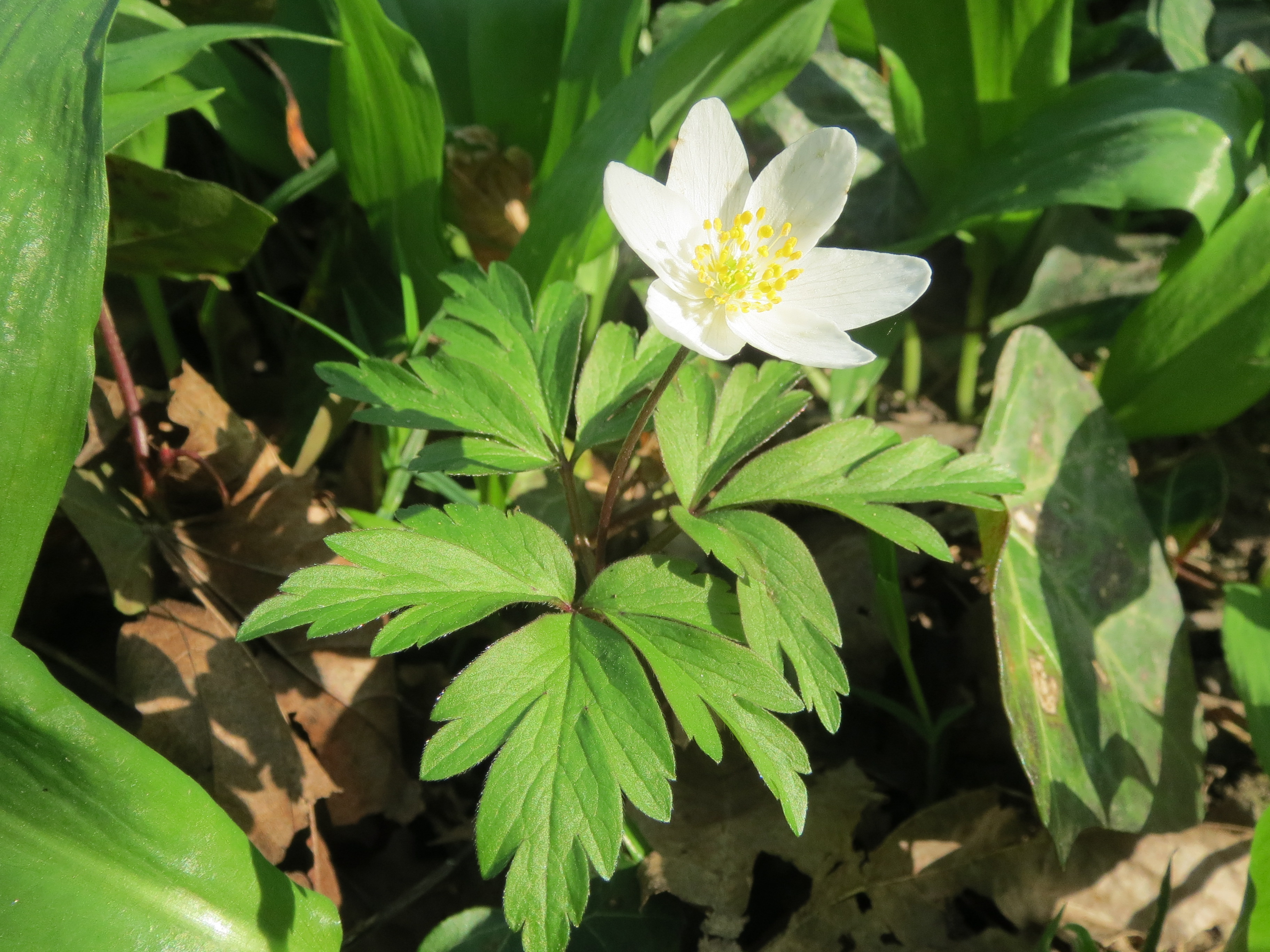
Vitsippa

Troligtvis planterades bokskogen tidigt på 1600-talet och har sedan dess självföryngrats. Idag består skogen av både gammal skog och unga träd. I reservatets norra del finns grova bokar som är minst 200 år gamla och där finns även gott om död ved i form av högstubbar och nedfallna träd. Fältskiktet är sparsamt och artfattigt men på våren är marken översållad av vitsippor. Genom reservatet leder en 600 m lång naturstig.